# ネーロイ・フィヨルド

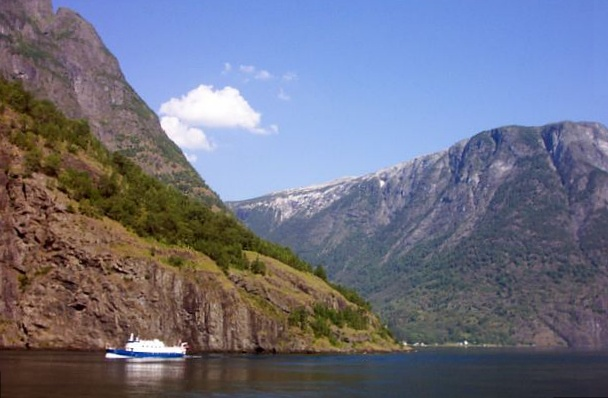
ネーロイ・フィヨルド

ネーロイ・フィヨルド(Nærøyfjord)は、ノルウェーのソグン・フィヨーラネ県アウルランドに位置するフィヨルドである。ソグネ・フィヨルドの支流であり、長さは20km、幅は250mである。
2005年にネーロイ・フィヨルドは、西ノルウェーフィヨルド群 - ガイランゲルフィヨルドとネーロイフィヨルドとして世界遺産に登録された。